# Sansheng Huiran
Sansheng Huiran (chiń. 三聖慧然; pinyin Sānshèng Huìrán; kor. 삼성혜연 Samsŏng Hyeyŏn; jap. Sanshō E’nen; wiet. Tam Thánh Huệ Nhiên ) – chiński mistrz chan ze szkoły linji. Znany także jako Zhenzhou.

## Życiorys
Jeden z głównych uczniów mistrza chan Linji Yixuana. Zebrał spisane nauki i wypowiedzi mistrza w Zhenzhou Linji Huizhao Chanshi yulu (鎮州臨濟慧照禪師語錄, Zapisane wypowiedzi mistrza chan Linjiego Huizhao z Zhenzhou). Po śmierci swojego nauczyciela odwiedzał wielu mistrzów chan, takich jak Yangshan Huiji, Xiangyan Zhixian, Deshan Xuanjian, Daowu Yuanzhi oraz wielu innych. Każde takie spotkanie poprawiało jego umiejętności.
W końcu osiadł w Zhenzhou (obecnie jest to miasto Zhengding w Hebei) i nauczał w klasztorze Sansheng.
Gdy Sansheng przybył na górę Yang, Yangshan spytał go: „Jak się nazywasz?”
Sansheng powiedział: „Huiji”.
Yangshan powiedział: „Huiji to moje imię.”
Sansheng powiedział: „Nazywam się Huiran.”
Yangshan zaśmiał się głośno.
Gdy Sansheng spotkał Xiangyana, Xiangyan spytał go: „Skąd jesteś?”
Sansheng powiedział: „Od Linjiego.”
Xiangyan powiedział: „Czy przyniosłeś okrzyk Linjiego?”
Sansheng nagle chwycił poduszkę i uderzył nią w usta Xiangyana.
Mistrz występuje w 49 i 68 gong’anie z Biyan lu oraz w 13, 33 i 63 z Congrong lu. Przypadki 68 i 33 są tożsame.

## Linia przekazu Dharmy zen
Pierwsza liczba oznacza liczbę pokoleń mistrzów od 1 Patriarchy indyjskiego Mahakaśjapy.
Druga liczba oznacza liczbę pokoleń od 28/1 Bodhidharmy, 28 Patriarchy Indii i 1 Patriarchy Chin.
- 36/9. Baizhang Huaihai (720–814)
  - 37/10. Huangbo Xiyun (zm. 850)
    - 38/11. Linji Yixuan (zm. 867)
      - 39/12. Weifu Dajue (bd)
      - 39/12. Zhenzhou Wanshou (bd)
      - 39/12. Youzhou Tangong (bd)
      - 39/12. Zhexi Shanquan (bd)
      - 39/12. Tongfeng Anzhu (bd)
      - 39/12. Dingzhou Cuichan (bd)
      - 39/12. Zhuoshou Kepu (bd)
      - 39/12. Fubei Anzhu (bd)
      - 39/12. Xiangzhou Licun (bd)
      - 39/12. Xingshan Jianhong (bd)
      - 39/12. Guanqi Ezhou (bd) (Guanxi)
      - 39/12. Ding Shanzuo (bd)
      - 39/12. Qisong (bd)
      - 39/12. Yunshan (bd)
      - 39/12. Shanyang Anzhu (bd)
      - 39/12. Huxi Anzhu (nd)
      - 39/12. Cangzhou Meicang (bd)
      - 39/12. Silla Zhiyi (bd)
      - 39/12. Baoshou Yanzhao (830–888)
        - 40/13. Xiyuan Siming (bd)

      - 39/12. Zhiyi Daozhe (bd)
        - 40/13. Suozhou Tankong (bd)

      - 39/12. Guanqi Zhixian (bd)
        - 40/13. Luzu Sanjiao (bd)

      - 39/12. Sansheng Huiran (Zhenzhou) (bd)
        - 40/13. Zhenzhou Dabei (bd)
        - 40/13.

      - 39/12. Xinghua Cunjiang (Weifu) (830–925)
        - 40/13. Nanyuan Huiyong (Baoying) (860–930)
          - 41/14. Fengxue Yanzhao (896–973)